# Soyuz TMA-09M
Soyuz TMA-09M —lanzado el 29 de mayo de 2013— es un vuelo espacial a la Estación Espacial Internacional, transportando tres tripulantes, miembros de la Expedición 36.

## Tripulación
| Puesto               | Miembro de la tripulación                         | Miembro de la tripulación                         |
| -------------------- | ------------------------------------------------- | ------------------------------------------------- |
| Comandante           | Fyodor Yurchikhin, RSA Expedición 36 Cuarto vuelo | Fyodor Yurchikhin, RSA Expedición 36 Cuarto vuelo |
| Ingeniero de vuelo 1 | Karen L. Nyberg, NASA Expedición 36 Segundo vuelo | Karen L. Nyberg, NASA Expedición 36 Segundo vuelo |
| Ingeniero de vuelo 2 | Luca Parmitano, ESA Expedición 36 Primero vuelo   | Luca Parmitano, ESA Expedición 36 Primero vuelo   |

### Tripulación de respaldo
| Puesto               | Miembro de la tripulación              | Miembro de la tripulación              |
| -------------------- | -------------------------------------- | -------------------------------------- |
| Comandante           | Mikhail Tyurin, RSA Primer vuelo       | Mikhail Tyurin, RSA Primer vuelo       |
| Ingeniero de vuelo 1 | Richard Mastracchio, NASA Primer vuelo | Richard Mastracchio, NASA Primer vuelo |
| Ingeniero de vuelo 2 | Koichi Wakata, JAXA Primer vuelo       | Koichi Wakata, JAXA Primer vuelo       |

## Lanzamiento y acoplamiento
Soyuz TMA-09M fue lanzada desde la plataforma Gagarin en el cosmódromo de Baikonur en Kazajistán. El lanzamiento tuvo lugar a las 20:31:00 UTC del 28 de mayo de 2013, con la lanzadera espacial Soyuz-FG en la órbita baja de la Tierra.